# Jimmie Wilson
Jimmie Wilson (geboren te Detroit) is een Amerikaans zanger.

## Biografie
Wilson werd geboren in Detroit, maar woont en werkt momenteel in Duitsland. Begin 2017 werd hij door de San Marinese openbare omroep intern aangeduid om het ministaatje te vertegenwoordigen op het Eurovisiesongfestival 2017 in Oekraïne. Daar bracht hij aan de zijde van Valentina Monetta het nummer Spirit of the night ten gehore. Ze werden er laatste in hun halve finale en konden zo de finale niet halen.
2008: Miodio · 
2011: Senit · 
2012: Valentina Monetta · 
2013: Valentina Monetta · 
2014: Valentina Monetta · 
2015: Michele Perniola & Anita Simoncini · 
2016: Serhat · 
2017: Valentina Monetta & Jimmie Wilson · 
2018: Jessika feat. Jenifer Brening · 
2019: Serhat · 
2021: Senhit feat. Flo Rida · 
2022: Achille Lauro · 
2023: Piqued Jacks · 
2024: Megara · 
2025: Gabry Ponte
- Gemeinsame Normdatei: 135034078
- MusicBrainz: ec3cb859-8d19-42f4-8f7c-224a9191eba6
- Virtual International Authority File: 79925372
- WorldCat: E39PBJkD3jKVvGTq8YHXWDkYyd